# Laurynas Grigelis
Laurynas Grigelis (nacido el 14 de agosto de 1991), en Klaipeda, Lituania es un jugador profesional de tenis lituano y miembro destacado del equipo de Copa Davis de Lituania. 

## Carrera
Su ranking más alto a nivel individual fue el puesto Nº 183, alcanzado el 9 de julio de 2012. A nivel de dobles alcanzó el puesto Nº 132 el 12 de noviembre de 2012.
Hasta el momento ha obtenido 8 títulos de la categoría ATP Challenger Series, uno de ellos en individuales y los siete restantes en la modalidad de dobles.

### Copa Davis
Desde el año 2008 es participante del Equipo de Copa Davis de Lituania. Tiene en esta competición un récord total de partidos ganados/perdidos de 10/11 (6/8 en individuales y 4/3 en dobles).

### 2011
En el mes de junio ganó su primer título de la categoría ATP Challenger Series al ganar el Challenger de Aptos disputado en Estados Unidos. Derrotó en la final al serbio Ilija Bozoljac por 6-2, 7-64.

### 2012
Este año ganó cinco títulos challengers todos ellos como doblistas. Junto al bielorruso Uladzimir Ignatik ganó tres de ellos, el Challenger de Wolfsburgo, el Challenger de Cherburgo-Octeville y el Challenger de Saint-Rémy-de-Provence. También ganó el Challenger de Saint-Brieuc junto al australiano Rameez Junaid y el Challenger de Nápoles junto al italiano Alessandro Motti.

## Títulos Challenger; 11 (1 + 10)
| Leyenda               | Individuales | Dobles |
| --------------------- | ------------ | ------ |
| ATP Challenger Series | 1            | 10     |

### Individuales
| N.º | Fecha      | Torneo              | Superficie | Oponente en la final | Resultado |
| --- | ---------- | ------------------- | ---------- | -------------------- | --------- |
| 1.  | 17.06.2011 | Challenger de Aptos | Dura       | Ilija Bozoljac       | 6-2, 7-64 |

### Dobles
| N.º | Fecha      | Torneo                     | Superficie    | Compañero         | Oponentes en la final                | Resultado       |
| --- | ---------- | -------------------------- | ------------- | ----------------- | ------------------------------------ | --------------- |
| 1.  | 26.02.2012 | Challenger de Wolfsburgo   | Dura          | Uladzimir Ignatik | Tomasz Bednarek Olivier Charroin     | 7-5, 4-6, 10-5  |
| 2.  | 04.03.2012 | Challenger de Cherburgo    | Dura (i)      | Uladzimir Ignatik | Dustin Brown Jonathan Marray         | 4-6, 7-69, 10-0 |
| 3.  | 06.04.2012 | Challenger de Saint-Brieuc | Tierra batida | Rameez Junaid     | Stéphane Robert Laurent Rochette     | 1-6, 6-2, 10-6  |
| 4.  | 28.04.2012 | Challenger de Nápoles      | Tierra batida | Alessandro Motti  | Rameez Junaid Igor Zelenay           | 6-4, 6-4        |
| 5.  | 08.09.2012 | Challenger de Saint-Rémy   | Dura          | Uladzimir Ignatik | Jordi Marsé-Vidri Carles Poch-Gradin | 6-74, 6-3, 10-6 |
| 6.  | 10.08.2014 | Challenger de Aptos        | Dura          | Ruben Bemelmans   | Purav Raja Sanam Singh               | 6-3, 4-6, 11-9  |
| 7.  | 16.01.2015 | Challenger de Casablanca   | Tierra        | Adrian Ungur      | Flavio Cipolla Alessandro Motti      | 3-6, 6-2, 10-5  |
| 8.  | 17.10.2015 | Challenger de Casablanca-2 | Tierra        | Mohamed Safwat    | Thiemo de Bakker Stephan Fransen     | 6-4, 6-3        |
| 9.  | 20.05.2017 | Challenger de Samarcanda   | Tierra        | Zdeněk Kolář      | Prajnesh Gunneswaran Vishnu Vardhan  | 7-6(2), 6-3     |
| 10. | 05.08.2017 | Challenger de Liberec      | Tierra        | Zdeněk Kolář      | Tomasz Bednarek David Pel            | 6-3, 6-4        |